# لرینگ مندل
لرینگ مندل (انگلیسی: Loring Mandel؛ ‏ ۵ مهٔ ۱۹۲۸ – ۲۴ مارس ۲۰۲۰) فیلم‌نامه‌نویس اهل ایالات متحده آمریکا بود.
از فیلم‌هایی که وی در آن‌ها نقش داشته‌است، می‌توان به توطئه اشاره نمود.
وی همچنین برندهٔ جوایزی همچون جوایز امی ساعات پربیننده و جایزه انجمن نویسندگان آمریکا شده‌است.